# Абдул, Эрик
Эрик Орландо Абдул (нидерл. Eric Orlando Abdul; род. 25 февраля 1986, Ораньестад, Нидерланды) — арубский и нидерландский футболист, вратарь арубского «Расинга» и сборной Арубы.

## Биография
Эрик Абдул родился 25 февраля 1986 года в арубском городе Ораньестад.
Играет в футбол на позиции вратаря. В сезоне 2005/06 стал чемпионом Арубы в составе «Эстреллы» из Папилона.
В 2006 году перебрался в Нидерланды, где тренировался в системе роттердамской «Спарты». До 2010 года был в заявке «Спарты» в чемпионате Нидерландов, но ни разу не выходил на поле, ограничиваясь матчами в молодёжной команде.
Следующие четыре года провёл в Топклассе — четвёртом эшелоне нидерландского футбола. В сезоне 2010/11 выступал за «Звалювен», в сезоне 2011/12 — за делфтский ДХК, в сезонах 2012/13 и 2013/14 — за АСВХ из Хендрик-Идо-Амбахта.
В январе 2014 года вернулся на Арубу, где до июля играл за «Эстреллу» и завоевал в её составе кубок страны и бронзу чемпионата. В июле 2014 года перешёл в «Дакоту», за которую выступал до 2019 года. С ней в 2018 году стал чемпионом Арубы, в 2016 году серебряным призёром, в 2019 году — бронзовым и завоевал кубок страны.
В 2019 году перебрался в «Расинг».
Провёл 28 матчей за сборную Арубы. Дебютным для Абдула стал поединок отборочного турнира чемпионата мира в Ораньестаде против сборной Сент-Люсии (4:2). Капитан команды.

## Достижения
«Эстрелла»
- Чемпион Арубы: 2005/06
- Бронзовый призёр чемпионата Арубы: 2013/14
- Обладатель Кубка Арубы: 2013/14

«Дакота»
- Чемпион Арубы: 2017/18
- Серебряный призёр чемпионата Арубы: 2015/16
- Бронзовый призёр чемпионата Арубы: 2018/19
- Обладатель Кубка Арубы: 2018/19

## Семья
Младший брат — Давид Абдул (род. 1989), арубский и нидерландский футболист, крайний полузащитник. Играет за сборную Арубы.